# 西脇美智子
西脇 美智子（にしわき みちこ、1957年11月21日 - ）は、ボディビルダー、女優、スタントウーマン。本名は同じ。千葉県船橋市出身。1980年頃からボディビル界の百恵ちゃんとして一世を風靡（）した後、タレントに転身し香港映画・ハリウッド映画にも出演した。現在はロサンゼルス在住。既婚。一男の母。

## 来歴・人物

### ボディビルダー
- 千葉市内にある県立高校では体操部に所属。
- 高校卒業後、大手都市銀行に一般事務職として就職したが、運動を止めたこともあり肥満に悩んでいた。
- ボディビルダーだった兄の西脇清明から「ボディビルをやれば痩せるよ」の一言がきっかけでボディビルディングの門を叩いた。
- 過酷なトレーニングの末に、1980年から“ミス健康美”で優勝・準優勝・優勝と実績を残す。
- 当時は女性ボディビル人口が少なく珍しい存在であったことと、その風貌から『ボディビル界の百恵ちゃん』と注目され数多くのマスコミに登場した。

### 芸能界へ
- 1983年に写真集 『口紅と弾丸』を発売した頃に事務所と契約し正式にタレントへ転向する。
- 筋肉トレーニングの傍ら、バラエティやドラマなどにも多数出演し、4月から9月まで『森田一義アワー 笑っていいとも!』に出演し、高田純次司会の「ジュンちゃんのエアロびっくり珍体操」にて審査員[* 1]を担当するようになった。
- TBSの沢田研二ショーに出演した時に沢田に腕相撲で勝ってしまい笑って誤魔化した。
- 1986年に出演したテレビドラマ『時空戦士スピルバン』では、スパイ軍団リーダー・リッキーとして出演している。

### タレント転向
- 芸能界進出後は、それまでのお客さん扱いとは違い、肉体を揶揄（）するような記事や「寝たくないオンナ」ベストテンに入るなど、女性として悩んでいた時期が続いた。聴取者には見えないラジオ番組にも水着で出演させられるなど際物扱いに閉口していた。

### 香港映画に進出
- 1985年に、ジャッキー・チェン主演の香港映画『香港発活劇エクスプレス 大福星』に出演した。鋼のように鍛えられた肉体美をレオタードで包み、サモ・ハン・キンポーと格闘する場面もあったが、ワンパンチで倒されるのではなく2、3の攻防を提案したものの却下されている。
- 1989年に『ゴッド・ギャンブラー』では着物を着た女ツボ振り師の役でチョウ・ユンファと競演している。

### ハリウッド映画
- その後渡米し、いくつかのオーディションを受けるが最終選考まで残っても英語力で苦杯をなめることが多かった。
- アメリカのボディビル写真家であるBill Dobbinsの撮影による、Tバックでのポージングが、宣伝のため雑誌に掲載されたりしている。
- 『チャーリーズ・エンジェル』（2000年）では、ルーシー・リューの代役でスタントをこなし、ハリウッドで最優秀スタント賞を受賞した。

## ボディビル大会・成績
- 1980年
  - ミスボディビル・コンテスト - 優勝
- 1981年
  - ミスボディビル・コンテスト - 準優勝
  - 全日本パワーリフティング選手権大会・52kg級 - 優勝
- 1982年
  - ミスボディビル・コンテスト - 優勝
  - 全日本パワーリフティング選手権大会・48kg級 - 優勝
  - ミスアジア国際親善大会代表・選抜大会 - 優勝
- 1983年
  - ボディビル実業団　第17回パワーリフティング選手権大会・52kg級 - 優勝

## 出演

### 映画
- 香港発活劇エクスプレス 大福星 （1985年）
- お嬢さん探偵 ときめき連発! (1987年、にっかつ) - 松田美紗緒
- 香港・東京特捜刑事 （1988年）
- ゴッド・ギャンブラー （1989年）
- リーサル・パンサー2 （日本未公開）（1990年）
- 新・霊幻道士 風水捜査篇 （1990年）
- リーサル・ウェポン4 （1998年） - ノンクレジット
- ブレイド （1998年） - スタント出演
- マン・オン・ザ・ムーン （1999年） - ノンクレジット
- チャーリーズ・エンジェル （2000年） - スタント出演
- ラッシュアワー2 （2001年） - スタント出演
- スコーピオン・キング （2002年） - スタント出演
- キル・ビル Vol.1 （2003年） - スタント出演
  - キル・ビル Vol.2 （2004年） - スタント出演
- コラテラル （2004年） - スタント出演
- SAYURI （2005年） - スタント出演
- ミッション:インポッシブル3 （2006年） - スタント出演
- バイオハザードIII （2007年） - スタント出演
- アフロ忍者 （2009年）
- エブリシング・エブリウェア・オール・アット・ワンス （2022年） - カンフー指導者[1]

など

### テレビドラマ
- 俺はご先祖さま （1982年、日本テレビ）
  - ボディービルダー役で出演するもスタイルに自信を持っていた共演の浅野ゆう子が、西脇のカラダを見て共演拒否騒動を起こし1時間以上控え室から出て来なかった。(TVガイド1982年)
- 意地悪ばあさん 第43話「もうゆるせませんの巻」（1982年、フジテレビ）
- (秘) 必殺現代版 主水の子孫が京都に現われた 仕事人vs暴走族 （1982年12月31日、朝日放送） - トレーナー
- 新春ワイド時代劇 寛永御前試合 二度と見られぬ世紀のタイトルマッチ（1983年、テレビ朝日）
- ライオン劇場 / 思春期の女たち（1984年、フジテレビ）
- 暴れん坊将軍II 第151話「あゝ、嫁入り志願三人娘!」（1986年、テレビ朝日 / 東映） - 桃江
- 時空戦士スピルバン （1986年、テレビ朝日 / 東映） - リッキー
- 妻たちの初体験 （1986年、フジテレビ）
- オレの息子は元気印 （1987年、日本テレビ）- 戸崎不二子
- 消えた死体 （1987年、フジテレビ）
- 土曜サスペンス・モンロー殺人事件 （1988年、フジテレビ）
- LA大捜査線 マーシャル・ロー （1998年 - 2000年、アメリカCBS） - スタント出演

など

### バラエティ
- 森田一義アワー 笑っていいとも! （フジテレビ 1983年4月 - 9月） ※隔週で水曜日に出演

### CM
- アデランス（藤巻潤と共演）
- ブルワーカー
- 三菱 Gブレーカ
- タチカワ
- キッコーマン
- 明治製菓（現・明治）

など

## 著書・写真集・ビデオ
- 口紅と弾丸（1983年、集英社） - 写真集
- ボディビル・マジック（1983年、講談社）
- 西脇美智子のファミリー・ボディビル（1983年、VHS30分 芳友社）